# Aula am Graben

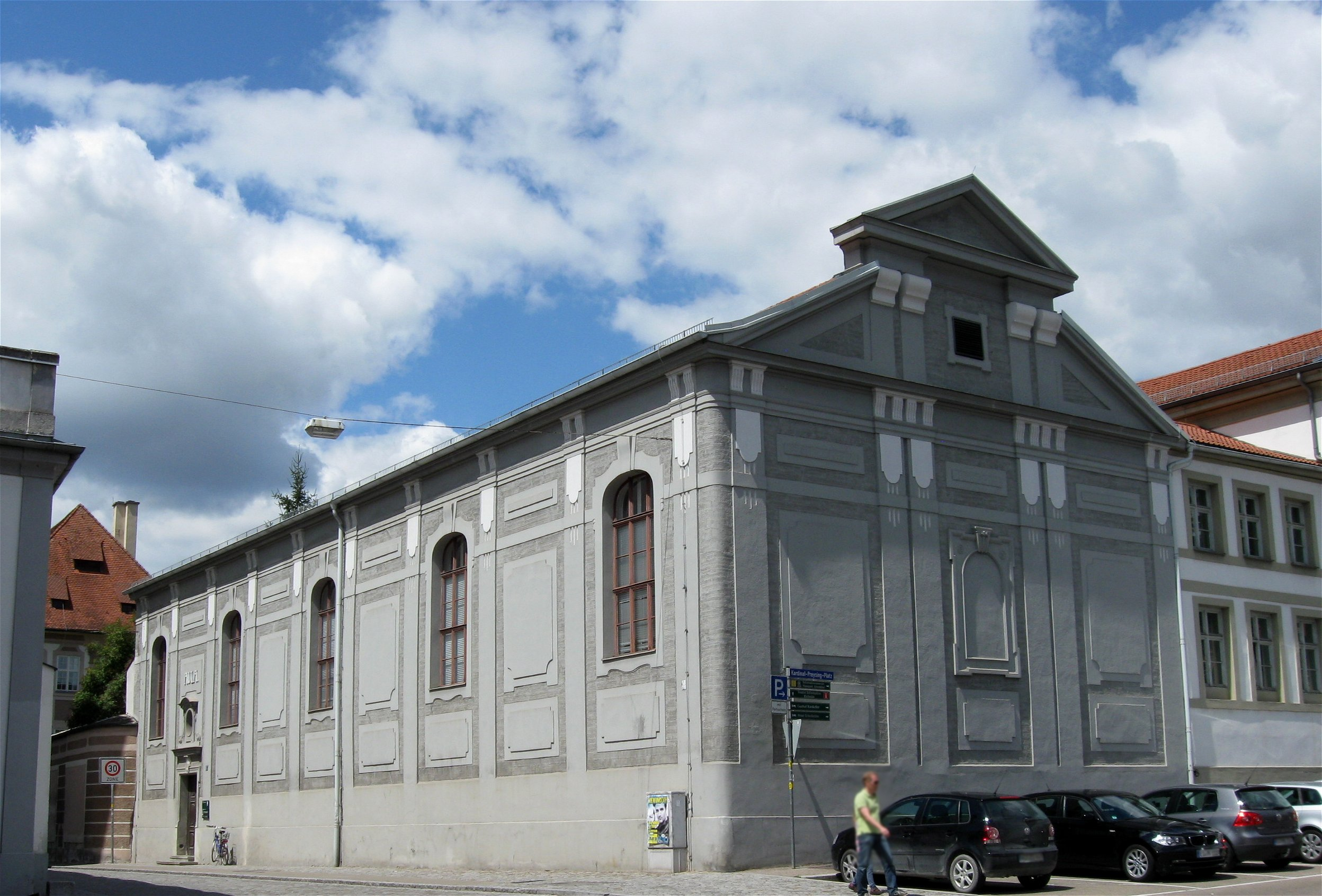
Eichstätt, Aula am Graben

Die Aula am Graben, auch Teilbibliothek II „Aula“ der Katholischen Universität Eichstätt, befindet sich in der Ostenstraße 1 und am Kardinal-Preysing-Platz 1, dessen Bauten unter der Aktennummer D-1-76-123-2 und D-1-76-123-158 in der Denkmalliste Bayern eingetragen sind.

## Lage
Die Aula, der Marstall und das Magazin befinden sich in der Ostenvorstadt der Stadt Eichstätt in direkter Nähe zur historischen Stadtmauer.

## Architektur und Geschichte
Der ehemalige Hofstall war Teil einer Vierflügelanlage und stammt aus dem frühen 18. Jahrhundert. 1869 und 1904 wurde dieser zu einer Aula umgebaut. Er besitzt eine neubarocke Putzgliederung. In den Jahren von 1995 bis 1996 wurde die Anlage vom Diözesanbaumt Eichstätt unter Leitung von Karl Frey saniert und erweitert. Rechtwinklig an dem früheren Reitstall erhebt sich entlang der Stadtmauer der dreigeschossige Magazinbau, dazwischen dient ein gläserner Bau in der Haltung von Karljosef Schattners Fuge der Erschließung. Die drei Bauten Aula, Marstall und Magazin bilden einen Hof aus, der sich Richtung Norden zum Studentenzentrum hin öffnet.

## Baudenkmal
Die Aula und der Marstall stehen unter Denkmalschutz und sind im Denkmalatlas des Bayerischen Landesamtes für Denkmalpflege und in der Liste der Baudenkmäler in Eichstätt eingetragen.

## Preise
- 1997: BDA Preis Bayern für Diözesanbauamt unter Leitung von Karl Frey[5]